# Robert Ier de Sarrebruck-Commercy
Pour les articles homonymes, voir Robert Ier.
Robert Ier de Sarrebruck-Commercy (? - Château de Louvois 1464/65), est le fils d'Amé Ier de Sarrebruck-Commercy et de Marie de Châteauvillain dame de Louvois. Damoiseau, chevalier et seigneur-souverain de Commercy-Château-Haut et de Montmirail, il prend le nom de Robert III comte de Roucy et de Braine après son mariage.

## Le siège de Commercy
D'un naturel guerrier, sa vie est émaillée de combats avec ses voisins que ce soit contre Erard du Châtelet, le duc de Lorraine, la maison  de Collin de Levoncourt, Jehan de Luxembourg ou Antoine de Vaudémont. Tant et si bien que ses ennemis ne tardèrent pas à souscrire à un pacte "jurant de démolir et de ruiner, à l'aide de Dieu, le châtel et la ville de Commercy et autres places en la possession de Robert, de ses aidants, servants et complices, de manière à délivrer leurs sujets de ses pilleries, voleries, griefs, dommages et oppresions". Le 18 septembre 1434 ce pacte se concrétisait par le siège du château de Commercy qui devait durer six semaines suivi par la reddition de Robert condamné à payer une caution de deux cent mille écus et à jurer de ne plus jamais causer le moindre dégâts dans les terres de Lorraine, de Bar, du Luxembourg, de Metz... Les troupes ayant à peine levé le siège que Robert repartait en campagne avec 1500 hommes et ravageait la Lorraine ; le duc René d'Anjou en représailles reprenait le siège de Commercy qui dura jusqu'au 13 décembre 1434 où un nouveau traité fut signé, Robert se voyait contraint de payer cent mille écus et de remettre son fils Amé II en otage au château de Sorcy sous la garde de Thomas de Dugny.

## La guerre contre René d'Anjou
Enfin calmé de ses ardeurs guerrières Robert s'était assagi lorsqu'il tomba, le 18 octobre 1435, entre les mains des sires de Loupes au retour d'un voyage. Ceux-ci avaient été prisonniers d'Amé Ier, père de Robert, et voyaient là un bon moyen de se venger. Ils l'arrêtèrent avec quatre compagnons et le gardèrent prisonnier jusqu'en août 1436 avant qu'il ne soit transféré à Nancy sur la demande du duc René d'Anjou qui le garda prisonnier jusqu'en mars 1437. L'année suivante, le 27 février, Robert réunit cinq cents cavaliers ainsi qu'une troupe d'hommes à pied pour reprendre sa campagne sur les terres de Metz. 1439 fut une année sans campagne pour Robert de sorte qu'il entreprit d'agrandir les fortifications de Commercy en achetant plusieurs maisons et granges. La paix ne devait pas durer bien longtemps, Antoine de Vaudémont, comte de Vaudémont et sire de Joinville, était depuis plusieurs années en guerre contre le duc René d'Anjou ; le prétexte était trop beau pour Robert de se venger des vexations du duc, aussi prit-il les armes contre la Lorraine.

## L'intervention deCharlesVII
Le duc en appela au roi Charles VII qui accédait à sa demande de marcher contre Robert. Celui-ci, trop adroit pour se laisser écraser, se porta au devant du souverain qui lui imposa des conditions de paix sévères par un traité passé en février 1440. Le lendemain Robert écrivait sa soumission :

« En 1440 le 1er mars jour des cendres...Où par ordonnance du Roi et suivant le traité et accord par lui fait avec le seigueur de Commercy et pour cause de plusieurs pilleries, roberies, boutements de feux, meurtres et forcements de femmes, sacrilèges d'Eglise et autres cas, crime, excès et maléfices par lui et aucun de ses gens, hommes, sujets et serviteurs commis et perpetrés sur le Roi, ses pays, terres et seigneuries, contenues aux lettres de pardon que le Roi lui en aurait accordées, icelui Sr de Commercy fit obéissance au Roi de son châtel et ville de Commercy et en signe d'icelle obéissance bailla audit bailly de Chaumont les clefs du dit châtel et ville de Commercy, lequel les reçut pour et au nom du Roi.... »

Mais comme à son habitude, après avoir courbé l'échine Robert ne rêve que de se venger, c'est pourquoi il reprend sa campagne contre Metz non sans l'avoir prévenu auparavant : "Nous Robert. A vous les maitre-eschevin, treize jurés, sept de la guerre et toute la communauté de la cité de Metz, nous laissons savoir, que pour certaines causes que nous declairerons ou ferons déclairer en temps et lieux, nous voulons être vostre ennemi et de guerre à vous et aux vôtres et vous pourterons et ferons pourter à vous et aux vôtres, dommaiges par toutes les manieres que nous poulrons et sarerons etc". Encore une fois une expédition s'organise contre Robert, six compagnies d'hommes sont recrutés et partent contre Commercy ; Robert qui avait demandé l'aide de deux cents Bourguignons faisait tourner cette guerre à son avantage et retournait dans sa ville chargé d'un butin de plus de trois mille florins d'or.

## Les écorcheurs
Les écorcheurs, qui étaient des mercenaires au service de Charles VII, se trouvaient sans emploi après la guerre de Cent Ans et plusieurs bandes ravageaient les campagnes. En 1443 Robert en recruta trois mille et les lâcha contre le pays messin. De guerres en retraites et de butins en rançons, Robert continuait à ravager le pays Barrois se justifiant en invoquant la coutume du pays : "Chacun y quierit et demandat son droit par querelle et en défaut de raison par voie de fait. On m'a voulu tenir et presser que je ne dusse requerir mes droits et querelles par la manière que font les sujets du pays, ce qui serait bien étrange chose, à moi non sujet!". Encore une fois, une coalition se forma contre Robert avec cette fois à sa tête le jeune Louis, marquis de Pont-à-Mousson. Les conditions imposées à Robert pour sa reddition impliquaient que Jean II de Nassau-Sarrebruck vende le Château-Bas à Louis, fils de René d'Anjou et d'Isabelle Ire de Lorraine. Le traité fut soumis au roi de Sicile, qui n'était autre à cette époque que René d'Anjou, ennemi juré de Robert ; le roi imposa que les nouvelles constructions de Château-Bas soient détruites, que l'ancienne entrée du château dans la ville soit réhabilitée et que la garnison soit réduite. Le traité devait être ratifié par Robert mais, par un heureux hasard, celui-ci n'était pas là ; aussi il fut présenté au gouverneur du Château-Haut Simonnet de Bohain, au prévôt Durand Aubert, aux officiers et aux notables de la ville, tous refusèrent de signer le document et Simonnet de Bohain spécifia qu'« il était là pour garder le château et non pour recevoir des communications diplomatiques ».
Robert ne pouvait pas se défiler éternellement ; aussi, en 1445, René d'Anjou à court d'arguments en vient à en référer au roi lors de son passage à Nancy. Charles VII, le 8 janvier, convoqua Robert qui à son habitude fit la sourde oreille ; le 13 janvier, il lui fut envoyé Étienne Richard, sergent de René d'Anjou, qui somma Robert de se présenter devant le monarque et par la même occasion de lui présenter l'hommage qu'il lui devait. Le sire de Commercy répondit alors : « qu'il ne pouvait bonnement ni surement venir présentement en sa personne par devant lui ». Malgré tout Robert devait encore une fois courber l'échine et le 7 mai il rendait l'hommage au roi pour Commercy et ses possessions, par la même occasion il s'employait au service de Charles VII et l'accompagnait au siège de Dieppe et à celui de Montbéliard.*

## Vie de famille
Il épouse en 1417 Jeanne, (1406 - 3 septembre 1459), comtesse de Roucy, de Braine et de Montmirail, fille de Jean VI de Pierrepont et d'Élisabeth de Montagu, de qui il a :
- Michel (mort très jeune),
- Jean VII, (vers 1430 - 19 juin 1497), comte de Roucy, vidame de Laon, seigneur de Pierrepont, de Montmirail et de la Ferté Gaucher, marié le 16 mai 1468 à Catherine d'Orléans (1449 - 1501) fille de Jean d'Orléans,
- Amé II de Sarrebruck-Commercy,
- Marie, (? - 18 décembre 1508 Caumont), dame de Bailleul, elle épouse le 20 octobre 1451 Jean de Melun, (1430/31 - 25 octobre 1513), seigneur d'Antoing et d'Espinoy, chevalier de l'ordre du roi,
- Jeanne, elle épouse de Christophe de Barbançon, (? - avant le 7 février 1501), seigneur de Cany, elle fut l'aïeule de Marguerite de La Marck-Arenberg.